# Vincennes
Vincennes là một xã trong vùng đô thị Paris, thuộc tỉnh Val-de-Marne, vùng hành chính Île-de-France của nước Pháp, có dân số là 46.600 người (thời điểm 2004).

## Các thành phố kết nghĩa
- Castrop-Rauxel Đức
- Lambeth Vương quốc Anh
- Montigny-le-Tilleul Bỉ
- Tomar Bồ Đào Nha
- Vincennes, Indiana Hoa Kỳ

## Những người con của thành phố
- Isidor Marcellus Amandus Canevale, kiến trúc sư
- Pierre Messmer, thủ tướng